# Конкурс молодых музыкантов «Евровидение-1992»
Евровидение для молодых музыкантов 1992 (англ. Eurovision Young Musicians 1992) — шестой конкурс молодых музыкантов «Евровидение», который прошёл в Бельгии в 1992 году. Финал конкурса состоялся 9 июня 1992 года на арене Королевского цирка в Брюсселе. Победу на конкурсе одержал участник из Польши скрипач Бартломей Низёл. Музыканты из Испании и Норвегии заняли второе и третье место соответственно.
Организаторами конкурса выступили Телерадиокомпания французского сообщества Бельгии и Европейский вещательный союз. В конкурсе приняли участие молодые музыканты в возрасте до 19 лет из 11 стран Европы. На конкурсе дебютировали Польша и СР Югославия. От участия в конкурсе отказался Греция, Ирландия, Италия, Нидерланды, Португалия, ФРГ, Франция, Швейцария, Швеция и Югославия.

## Место проведения
Местом проведения конкурса была столица Бельгии — Брюссель. Финал конкурса прошел на арене Королевского цирка, здание которого имеет круглый вид, но на самом деле он построен в виде правильного многоугольника. Королевский цирк Брюсселя может вместить 3500 зрителей, и в настоящее время в основном используется для музыкальных концертов.

## Формат
К участию в конкурсе допускаются молодые музыканты в возрасте от 10 до 19 лет включительно, с учётом того, что в день проведения финала им не исполнится 20 лет. Причем участниками могут стать только соло-исполнители, не задействованные на профессиональной основе (то есть не получающие прибыли от выступлений). Музыкальный инструмент и программу участник выбирает по своему усмотрению.
Каждый из участников в полуфинале (также именуется предварительным раундом или отборочным туром) и финале исполняет выбранную им программу, состоящую из классических музыкальных произведений. Оценивает выступления конкурсантов профессиональное жюри, каждый член которого обязан присудить баллы от 1 до 10 каждому исполнителю. Из полуфинала по результатам голосования жюри в финал выходит 8 стран-участниц. В финале жюри объявляет тройку победителей.

### Оркестр
Участникам конкурса аккомпанировал Национальный оркестр Бельгии под руководством бельгийского дирижёра Рональда Зольмана.

## Участники

### Полуфинал
| Страна         | Представитель     | Инструмент | Результат |
| -------------- | ----------------- | ---------- | --------- |
| Австрия        | Андреас Шаблас    | Кларнет    | Финалист  |
| Бельгия        | Мария Халлинк     | Виолончель | Финалист  |
| Великобритания | Фредерик Кемпф    | Фортепиано | Финалист  |
| Дания          | Мария Рёрбек      | Фортепиано | Финалист  |
| Испания        | Антонио Серрано   | Гармоника  | Финалист  |
| Кипр           | Манолис Неофиту   | Фортепиано | —         |
| Норвегия       | Хеннинг Краггеруд | Скрипка    | Финалист  |
| Польша         | Бартломей Низёл   | Скрипка    | Финалист  |
| СР Югославия   | Огнен Попович     | Кларнет    | —         |
| Финляндия      | Хелен Линден      | Виолончель | Финалист  |
| Швейцария      | Ариан Хэринг      | Фортепиано | —         |

### Финал
| № | Страна         | Участник          | Инструмент | Произведение (Композитор)                                                                            | Результат    |
| - | -------------- | ----------------- | ---------- | --- | ------------ |
| 1 | Польша         | Бартломей Низёл   | Скрипка    | Concerto for Violin and Orchestra in D Major, Op. 77 (Иоганнес Брамс)                                | Победитель   |
| 2 | Финляндия      | Хелен Линден      | Виолончель | Concerto for Cello and Orchestra in E Minor, Op. 85: Adagio-moderato. Lento (Эдуард Элгар)           | —            |
| 3 | Бельгия        | Мария Халлинк     | Виолончель | Concerto for Cello and Orchestra No. 1: Allegretto (Дмитрий Шостакович)                              | Третье место |
| 4 | Норвегия       | Хеннинг Краггеруд | Скрипка    | Concerto for Violin and Orchestra in D Major: Finale - Allegro - Vivacissimo (Пётр Ильич Чайковский) | —            |
| 5 | Австрия        | Андреас Шаблас    | Кларнет    | Concerto for Clarinet and Orchestra in A Major, KV. 622: Rondo: Allegro (Вольфганг Амадей Моцарт)    | —            |
| 6 | Великобритания | Фредерик Кемпф    | Фортепиано | Rhapsody on a Theme of Paganini, Op. 43 (excerpt) (Сергей Рахманинов)                                | —            |
| 7 | Дания          | Мария Рёрбек      | Фортепиано | Concerto for Piano and Orchestra No. 3: Allegro vivace (Бела Барток)                                 | —            |
| 8 | Испания        | Антонио Серрано   | Гармоника  | Concerto for Harmonica and Orchestra, Op. 46: I-III (Малкольм Арнольд)                               | Второе место |